# 烏斯蒂維齊亞
49°52′3″N 33°48′17″E / 49.86750°N 33.80472°E
烏斯蒂維齊亞（烏克蘭語：Устивиця），是烏克蘭中部的村莊，隸屬波爾塔瓦州的米爾霍羅德區。該村距離普肖爾河1公里，面積5.24平方公里，2001年人口2,150。